# Partido Liberal Radical (Paraguay)
El Partido Liberal Radical (PLR) fue un partido político paraguayo que existió durante la dictadura de Alfredo Stroessner. Inicialmente fue el tradicional e ilegal Partido Liberal, que decidió cambiar su nombre a principios de los años 1960 para diferenciarse de un partido escindido de él —el Movimiento Renovación— que pasó a utilizar el nombre «Partido Liberal» con el amparo del régimen. En 1967 el PLR fue legalizado por la dictadura y participó en varios procesos electorales. En 1977 el PLR decidió dejar de colaborar y entonces el gobierno propició que una minoría de la militancia usurpara el nombre del partido para seguir colaborando con el régimen. El PLR fue desde entonces un simple títere del dictador hasta su fracaso electoral en las elecciones de 1989. En 1990 se integró en el Partido Liberal Radical Auténtico, nuevo nombre que había adoptado el verdadero Partido Liberal.

## Cambio de denominación
A principios de los años 1960 la dictadura del general Stroessner intentó una tímida apertura política para dejar de ser un régimen monopartidista. El tradicional Partido Liberal, hasta entonces ilegal, rechazó la oferta de legalización para concurrir a las elecciones. Sin embargo, una minoría del partido denominada Movimiento Renovación sí aceptó el ofrecimiento. Una vez legalizada, usurpó el nombre de «Partido Liberal» (PL) con el apoyo del gobierno. Ante este hecho, el opositor Partido Liberal añadió una palabra a su nombre para diferenciarse y se denominó a partir de entonces «Partido Liberal Radical» (PLR).
En 1967, el PLR aceptó al fin la oferta de legalización para participar en las elecciones del año siguiente. Además del PLR y el PL, también iba a participar en ellas el izquierdista Partido Revolucionario Febrerista (PRF) en lo que suponía la mayor apertura del régimen. Sin embargo, el sistema electoral vigente otorgaba en cualquier caso al partido más votado las dos terceras partes del parlamento bicameral fuera cual fuera su porcentaje de voto. A los demás partidos se les reservaba un tercio de las cámaras repartido en proporción al porcentaje de votos de cada uno. Según los resultados oficiales, el PLR obtuvo un muy significativo 21,3% de los votos, lo que se tradujo en dieciséis diputados y nueve senadores. Incluso teniendo en cuenta la ventaja con la que operaba el gubernamental Partido Colorado, el PLR se consolidaba como primera fuerza de la oposición, muy por encima del PL y el PRF.

## Nueva usurpación del nombre

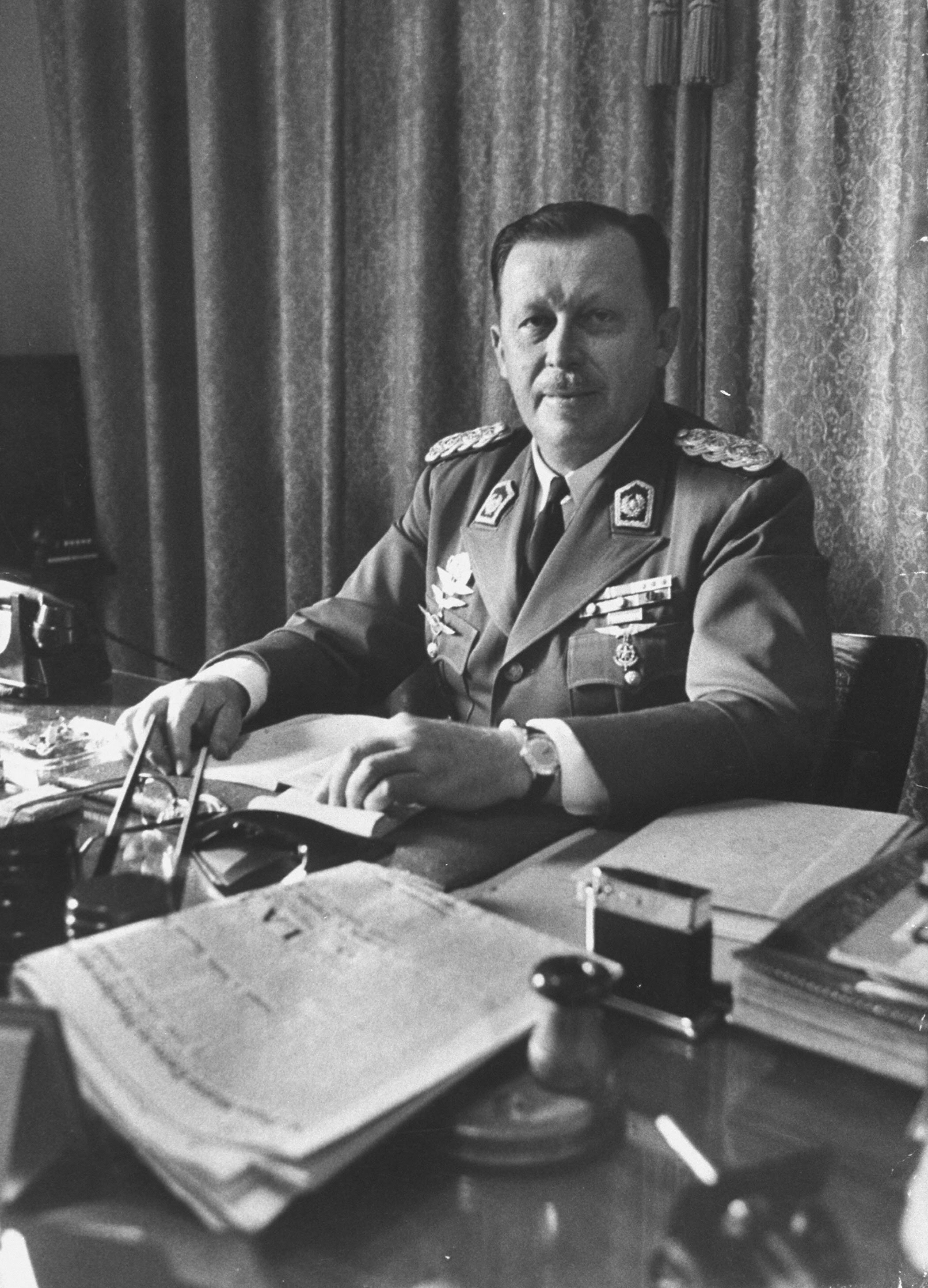
El general Stroessner usurpó el nombre del PLR para una minoría colaboracionista.

La tímida apertura no continuó. El PRF decidió no volver a participar en nuevos procesos electorales. El PLR sí participó en las elecciones de 1973, pero los resultados oficiales le otorgaron tan solo un 12,04% de los votos. La involución del régimen dictatorial hizo que el PLR y el PL entraran en negociaciones para reunificarse y dejar de participar en los procesos electorales. Eso hubiera vuelto a convertir al régimen en un sistema de partido único. Ante ese riesgo, el gobierno promovió que una minoría sumisa del PLR celebrara una convención en la que se arrogó la representación de todo el partido. Después, el régimen otorgó a ese sector colaboracionista el uso de las siglas y patrimonio del PLR. Algo similar hizo con el PL. Los sectores mayoritarios de ambos partidos quedaron sin reconocimiento legal, se unificaron y añadieron una nueva sigla a su nombre, pasando a denominarse Partido Liberal Radical Auténtico (PLRA).
A partir de ese momento, el PLR legal fue solo una marioneta del dictador. En las elecciones de 1978 su representación bajó muy significativamente a un escaso 5,5% de los votos, en las de 1983 fue del 5,63% y en 1988 de un 7,12%. Esas cifras oficiales resultaban escasamente creíbles dadas las condiciones en que se desarrollaba el juego político.

## Desaparición
En 1989 un golpe de Estado derrocó a Stroessner. Su sustituto, el general Andrés Rodríguez, procedió a legalizar a varios partidos de oposición, entre ellos el PLRA. También modificó el sistema electoral para introducir la proporcionalidad en el reparto de escaños.
El PLR se presentó a las elecciones de 1989 en solitario, como había hecho durante la dictadura de Stroessner. Sin embargo, había dejado de ser necesario para simular multipartidismo. Esta vez solo obtuvo oficialmente un 1,05% de los votos y un único parlamentario. Su gran rival dentro del campo del liberalismo, el PLRA, le superó ampliamente con un 20,33% de los votos. Ante el evidente fracaso, el PLR decidió en 1990 reintegrarse en el PLRA.